# 33598 Christineliu
33598 Christineliu è un asteroide della fascia principale. Scoperto nel 1999, presenta un'orbita caratterizzata da un semiasse maggiore pari a 2,6008508 UA e da un'eccentricità di 0,1477719, inclinata di 5,63847° rispetto all'eclittica.